# Dynamena disticha
Dynamena disticha är en nässeldjursart som först beskrevs av Bosc 1802.  Dynamena disticha ingår i släktet Dynamena och familjen Sertulariidae. Inga underarter finns listade i Catalogue of Life.